# Amphisbaena alba
Amphisbaena alba är en ödleart som beskrevs av Carl von Linné 1758. Amphisbaena alba ingår i släktet Amphisbaena och familjen Amphisbaenidae. IUCN kategoriserar arten globalt som livskraftig. Inga underarter finns listade i Catalogue of Life.

## Bildgalleri

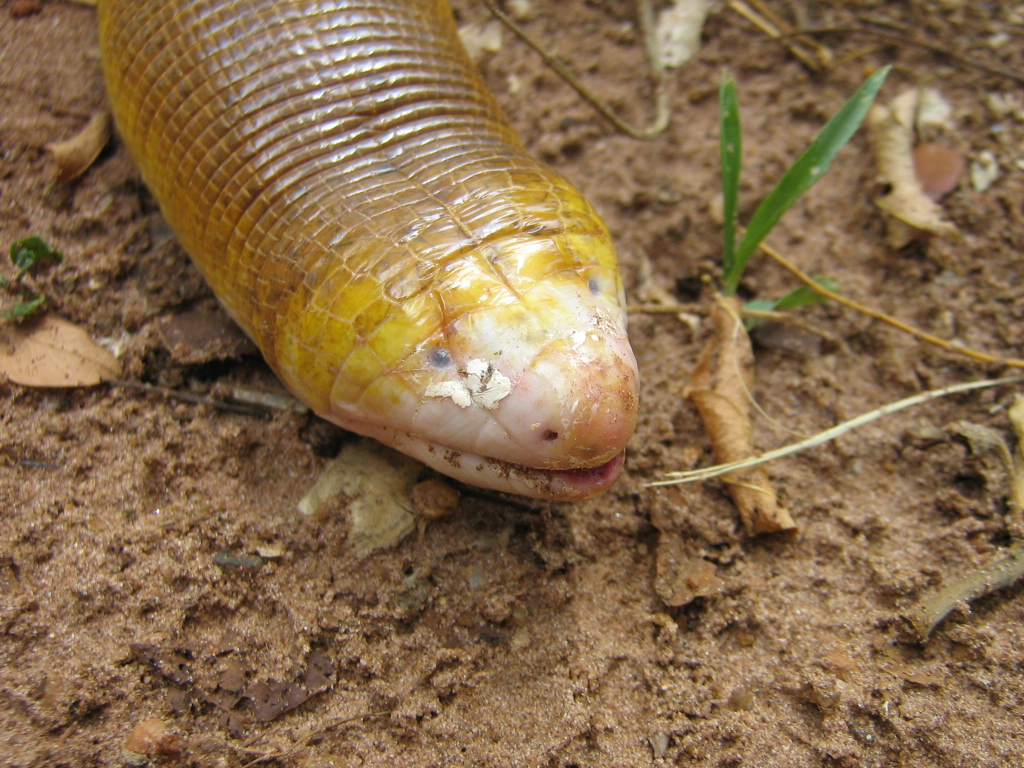
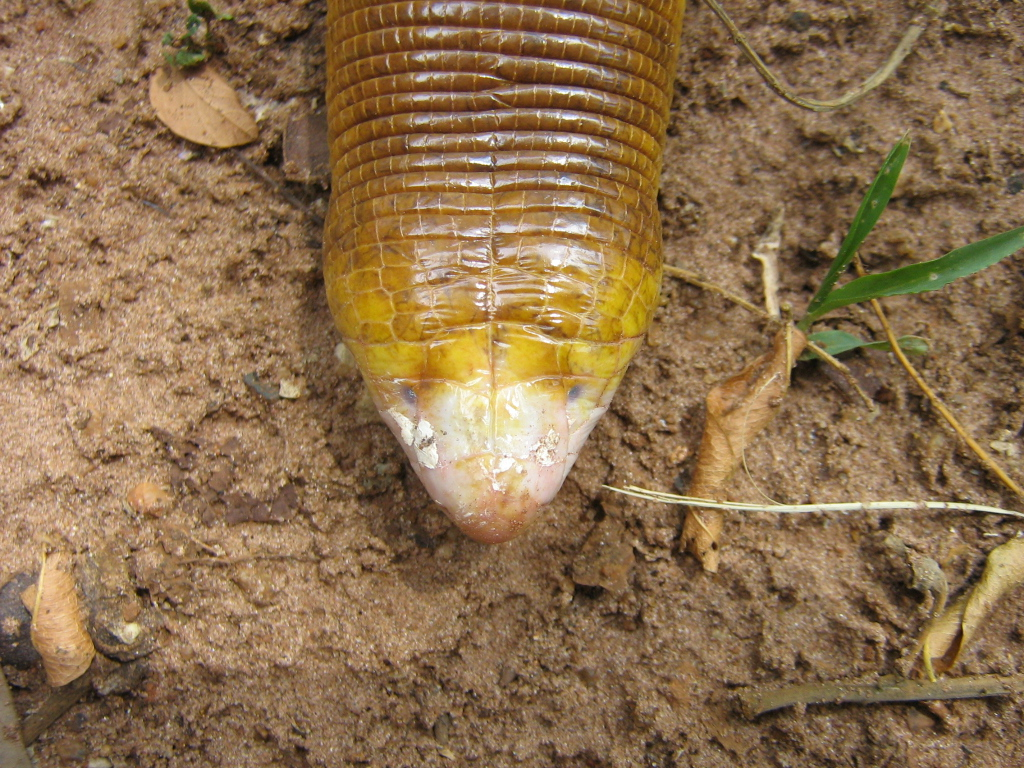
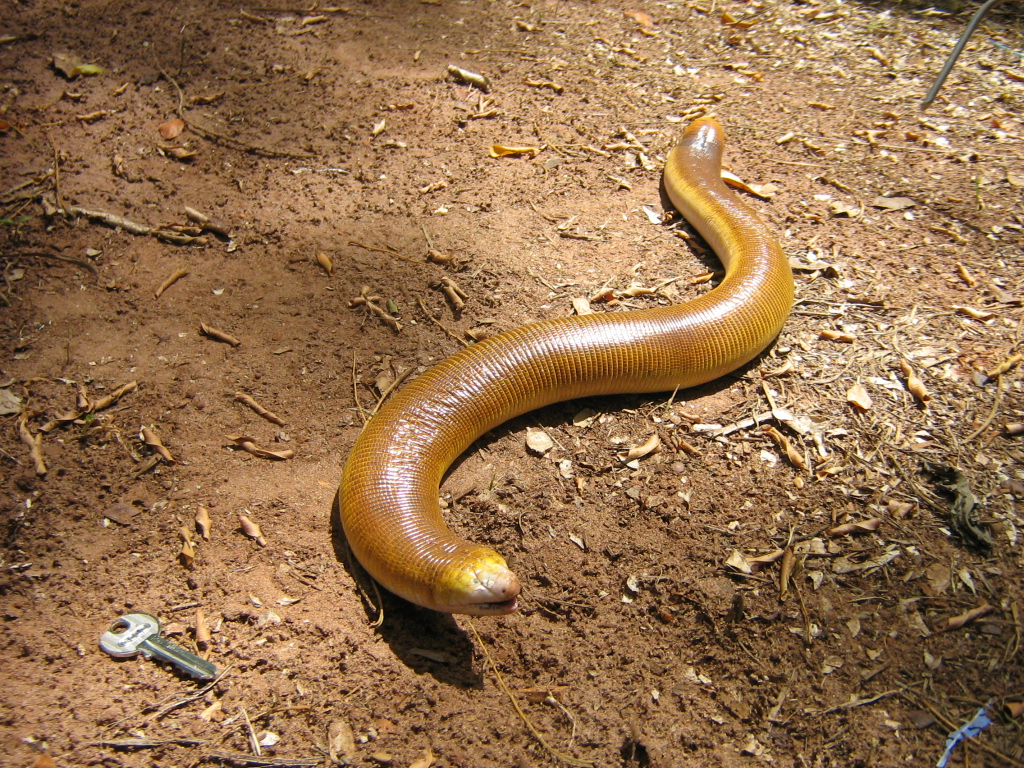